# Latvica
Latvica (en serbe cyrillique : Латвица) est un village de Serbie situé dans la municipalité d'Arilje, district de Zlatibor. Au recensement de 2011, il comptait 298 habitants.

## Démographie
| 1948 | 1953 | 1961 | 1971 | 1981 | 1991 | 2002 | 2011 |
| ---- | ---- | ---- | ---- | ---- | ---- | ---- | ---- |
| 931  | 711  | 645  | 541  | 495  | 364  | 323  | 298  |

|  |